# Ewald Kluge
Ewald Kluge (Dresde, 5 de agosto de 1916 – Ingolstadt, 19 de agosto de 1964) fue un piloto de motociclismo alemán. Fue uno de los pilotos más destacados de la primera época de la historia del motociclismo aunque en el Campeonato del Mundo de Motociclismo solo pudo disputar algunas pruebas del 1952.

## Biografía

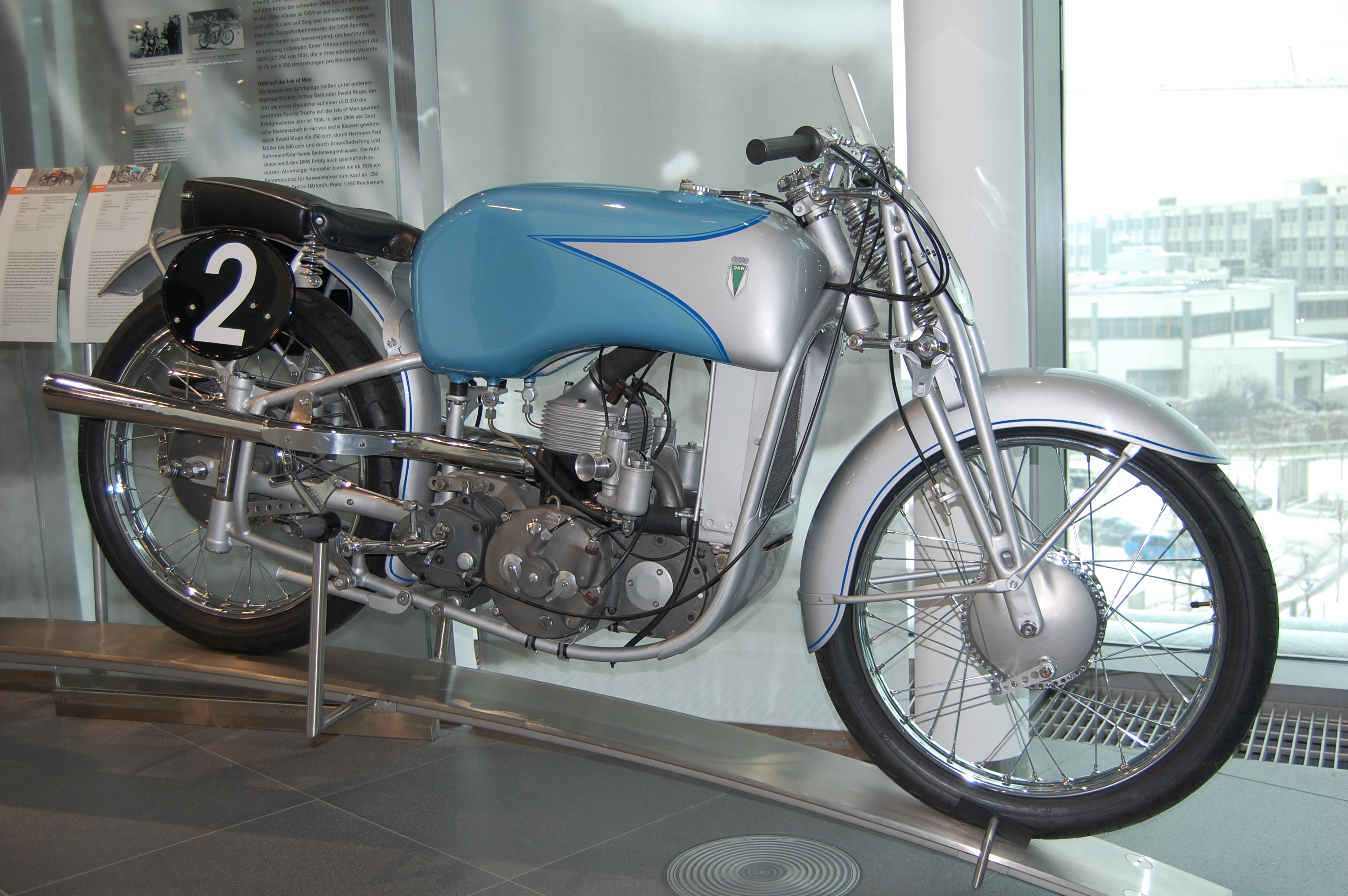
Una DKW US 250, utilizada de Kluge de la temporada 1939.

Ewald Kluge tuvo una infancia difícil. A los doce años, su madre falleció y eso le obligó a a quedarse en casa trabajando en la empresa de su padre. A los catorce años, buscó un trabajo de aprendiz y terminó lavando autos, lo que lo llevó a un aprendizaje como mecánico en un garaje. A los diecinueve años fue despedido y comenzó a trabajar como taxista en Dresde.
Para la Reichsmark 800 compró una motocicleta Dunelt con la que participó en la Freiberger Dreiecksrennen de 1929, comenzando primero y terminando tercero. En los años siguientes, pilotó una DKW privada antes de unirse al equipo DKW en 1934 como mecánico y piloto de reserva. En 1935 se convirtió en miembro de pleno derecho del equipo, contribuyendo a la victoria del Silver Jar en el Seis días internacionales de Enduro de 1935.

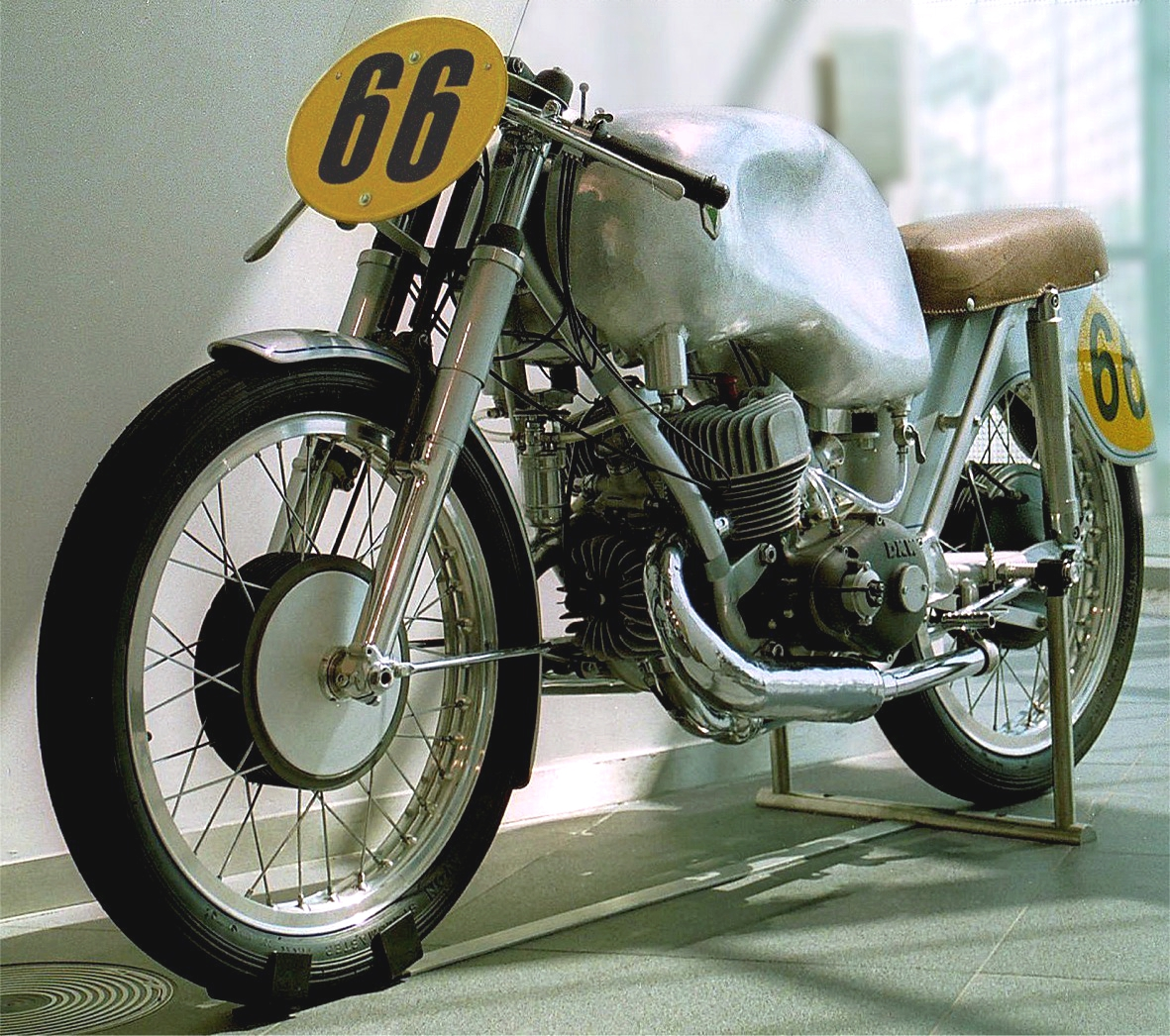
La 350 cc de tres cilindros de DKW, utilizada por Kluge en su última carrera.

Desde 1936 hasta 1939, Kluge se proclamó campeón del Campeonato Nacional alemán en 250cc y, en 1938 y 1939, fue también en dos ocasiones campeón de Europa. En junio de 1938, consiguió la victoria en la TT Isla de Man en la cilindrada de 250 con más de 11 minutos sobre el segundo Ginger Wood. Fue el primer alemán y el segundo piloto de la Europa continental que venció en esta carrera. También en ese año se impuso con dos vueltas de diferencia en el Gran Premio de Bélgica de Motociclismo.
Durante la Segunda Guerra Mundial, fue sargento en Leipzig en la escuela de motorización del ejército en Wünsdorf. En 1943 fue relevado de su cargo a pedido de Auto Union, para lo cual pasó a trabajar en el departamento de pruebas. Después de la guerra, los rusos lo denunciaron como nacionalsocialista y entre 1946 y 1949 fue encarcelado en el campo especial #1 de la NKVD.
En 1950, todavía era conductor de DKW y pilotaba tanto máquinas de 250 como de 350cc. En 1952, compitió en el Mundial de 1952 en el Gran Premio de Alemania, terminando quinto en 350 y cuarto en la de 250 y en el Gran Premio de España donde no puntuó. En 1953 tuvo un grave accidente en Nürburgring donde se rompió el fémur y puso fin a su carrera como motociclista. Más tarde se hizo cargo de las relaciones públicas de Auto Union.
Murió el 19 de agosto de 1964 de un cáncer. Dejaba esposa y dos hijos.

## Resultados
| Posición | 1 | 2 | 3 | 4 | 5 | 6 |
| Puntos   | 8 | 6 | 4 | 3 | 2 | 1 |

(carreras en cursiva indica vuelta rápida)
| Año  | Clase | Moto | 1       | 2     | 3     | 4     | 5       | 6     | 7     | 8      | Pts. | Pos. |
| ---- | ----- | ---- | ------- | ----- | ----- | ----- | ------- | ----- | ----- | ------ | ---- | ---- |
| 1952 | 125cc | DKW  |         | IOM - | NED - |       | RFA -   | ULS - | NAT - | ESP 9  | 0    | –    |
| 1952 | 250cc | DKW  | SUI Ret | IOM - | NED - |       | RFA 4   | ULS - | NAT - |        | 3    | 14.º |
| 1952 | 350cc | DKW  | SUI -   | IOM - | NED - | BEL - | RFA 5   | ULS - | NAT - |        | 2    | 12.º |
| 1952 | 500cc | DKW  | SUI -   | IOM - | NED - | BEL - | RFA Ret | ULS - | NAT - | ESP 11 | 0    | –    |